# Guess Who – Meine Tochter kriegst du nicht!
Guess Who – Meine Tochter kriegst du nicht! ist eine Filmkomödie des Regisseurs Kevin Rodney Sullivan aus dem Jahr 2005. In den Hauptrollen sind Ashton Kutcher, Bernie Mac und Zoe Saldana zu sehen.

## Handlung
Als die Afroamerikanerin Theresa ihren Verlobten Simon ihren Eltern vorstellt, sind die sehr überrascht, da ihnen Theresa bis zu diesem Zeitpunkt verschwiegen hatte, dass ihr Freund ein Weißer ist. Simon wiederum hat Theresa nichts davon gesagt, dass er gerade seinen Job bei einer Investmentbank verloren hat.
Percy Jones, der Vater von Theresa, kann Simon vom ersten Augenblick an nicht leiden und versucht herauszufinden, was mit Simon nicht stimmt.
Sämtliche Versuche Simons, die Sympathie des Vaters zu gewinnen, scheitern. Als Percy Jones erfährt, dass Simon wegen seines rassistischen Chefs gekündigt hat, verdient er seinen Respekt. Zu diesem Zeitpunkt ist die Beziehung zu Theresa in einer schweren Krise. Auf einer Party zur Erneuerung des Eheversprechens zwischen Percy Jones und seiner Frau vergibt Theresa Simon.

## Hintergrund
Der Plot des Films ist die Umkehrung des Films Rat mal, wer zum Essen kommt (Guess Who’s Coming to Dinner) von Stanley Kramer. In dem Film aus dem Jahr 1967 stellt die Tochter aus liberalem, großbürgerlichen Hause ihren Eltern, gespielt von Katharine Hepburn und Spencer Tracy, ihren schwarzen Verlobten, gespielt von Sidney Poitier, vor. Der Film wurde zehnmal für den Oscar nominiert und erhielt zwei Auszeichnungen.
Die Außenaufnahmen wurden großteils in Cranford in New Jersey gedreht.
Weltweit spielte der Film 101 Mio. US-Dollar ein. In Deutschland wurde er von 217.767 Kinobesuchern gesehen.

## Kritik
„Komödiantisches Remake von Stanley Kramers Melodram ‚Rat mal, wer zum Essen kommt‘ (1967), das nicht immer die Balance zwischen Ironie und Klamauk hält, dank des spielfreudigen Ensembles aber weitgehend unterhält und auch manch nachdenklich stimmenden Ansatz hinterlässt. Unnötig ist die mitunter sexualisierte Sprache.“

„Diese meist naiv-dämliche Komödie orientiert sich (mit umgekehrten Vorzeichen) lose an dem Klassiker ‚Rat mal, wer zum Essen kommt‘. Doch was damals ein fast schon skandalöser Umgang mit Rassenvorurteilen war, wirkt heute einfach nur müde – zumal die Darsteller auch schon mal besser waren.“

## Auszeichnungen
- 2005: BET-Comedy-Award-Nominierung in der Kategorie Bester Darsteller für Bernie Mac
- 2005: Black-Movie-Awards-Nominierung in der Kategorie Beste Nebendarstellerin für Zoe Saldana
- 2005: Black-Movie-Awards-Nominierung in der Kategorie Beste Regie für Kevin Rodney Sullivan
- 2005: Black-Reel-Award-Nominierung in der Kategorie Beste Darstellerin für Zoe Saldana
- 2006: Image-Awards-Nominierung in der Kategorie Beste Nebendarstellerin für Zoe Saldana